# Zendejān
Zendejān es una ciudad de Afganistán, perteneciente al distrito de su nombre.
Se localiza en el valle del río Hari Rud.
Pertenece a la provincia de Herat.
Su población es de 10.418 habitantes (2007).
- Datos: Q5918492